# Dracaena umbraculifera
Espèce
Classification APG III (2009)
Statut de conservation UICN

 CR D : 
En danger critique
Dracaena umbraculifera, ou dragonnier-ombrelle, dragonnier-garde-sol, est une espèce de Dracaena éteinte dans sa région d'origine, l'île Maurice, mais que l'on trouve cultivée comme plante d'ornement et dans des jardins botaniques, notamment au jardin botanique de Pamplemousses, au jardin botanique de Curepipe (depuis 1863), aux serres d'Auteuil ou à Kew Gardens. Elle a été décrite pour la première fois en 1797 par Jacquin, comme étant originaire de l'île Maurice, et documentée au muséum d'histoire naturelle de Paris en 1804, mais certains botanistes du jardin botanique de Monza suggèrent en 1842 qu'elle aurait été acclimatée en provenance de Java. Elle a été cultivée dans les serres européennes dès le début du XIXe siècle. Elle fait partie de la collection des serres de Schönbrunn en 1816, du jardin botanique de Leipzig en 1817 et à Cambridge en 1823, etc.

## Description
Le dragonnier-ombrelle peut atteindre 10 mètres de hauteur, mais sa croissance est lente. Ses feuilles lancéolées retombant en forme d'ombrelle mesurent 1 m sur 5 cm. Son inflorescence est rouge et ses fruits de couleur orange. Il préfère l'ombre légère.

## Synonymes
- Pleomele umbraculifera, Pleomele arborea (Willd.) N.E.Br.